# Д’Эрвильи, Луи Шарль
Луи Шарль ле Кат, граф Д’Эрвильи, маркиз де Лешелль (26 февраля 1755, Париж — 14 ноября 1795, Лондон) — французский военачальник-роялист.

## Биография
Сын Луи-Мишеля Сезара ле Ката Д’Эрвильи, офицера пехоты, и его жены, Розы Аделаиды де Кастилль де Шенуаз. В 1778 году Луи Шарль Д’Эрвильи в замке Баллеруа женился на Марии Луизе Августине де ла Кур де Баллеруа. В этом браке у них родилось трое детей.
Во время Американской войны за Независимость, Д’Эрвильи был направлен в Америку как офицер французского экспедиционного корпуса, и прошел путь от лейтенанта до полковника и генерал-квартирмейстера. По возвращении во Францию он получил под своё начало пехотный полк Роган-Субиза, размещённый в Ренне.
Когда в 1791 году революционные волнения охватили город Нант, полковник Д’Эрвильи по просьбе мэра восстановил там порядок. Произведённый в чин марешаль де камп он под началом маршала де Ноай оборонял особу короля силами швейцарских гвардейцев во время штурма революционерами дворца Тюильри. После падения монархии эмигрировал, проживал в Бельгии, позднее в Великобритании.

## Киберонская экспедиция
В 1795 году в эмигрантской среде возник план высадить с английских кораблей десант на побережье Бретани, который должны были поддержать местные повстанцы-шуаны. Руководство этой операцией было возложено на графа Пюизе, который сумел договориться с англичанами, однако не пользовался популярностью в эмигрантской среде. Граф Д’Эрвильи был назначен командиром одного из подразделений эмигрантов, но воспринимался, фактически, как неформальный лидер всей экспедиции. Местом высадки был выбран полуостров Киберон.
26 июня 1795 года британский флот бросил якорь вблизи Киберона. Начиная с этого момента, отношения де Пюизе и Д’Эрвильи превратились в конфликт, поскольку Д’Эрвильи подозревал Пюизе в сговоре с англичанами. Поддержка шуанов оказалась меньшей, чем ожидалось. Тем не менее, роялисты предприняли нечто вроде наступления. Между тем республиканцы подтянули войска во главе с выдающимся генералом Гошем, который сперва вытеснил роялистов обратно на полуостров Киберон, а затем, в ходе битвы на Кибероне, разгромил их и сбросил в море. Однако еще до этого граф Д’Эрвильи был тяжело ранен в одной из стычек. Он был доставлен на одном из английских кораблей в Лондон, где и скончался. Французская Республика продолжила своё существование.
Одна из дочерей графа в 1803 году вышла замуж за Наполеоновского генерала Мари Каффарелли.